# Jadwiga Łuszkowska
Jadwiga Łuszkowska, död 1648, var en polsk mätress. Hon var mätress till Polens kung Vladislav IV av Polen.  
Hon var köpmansdotter. Hon var kungens älskarinna mellan 1634 till hans giftermål 1637, och visade sig då öppet med honom vid hovet. Paret fick två barn. 